# 安布罗斯 (北达科他州)
安布罗斯（英語：Ambrose），是美国北达科他州下属的一座城市。根据2010年美国人口普查，该市有人口26人。